# ハリー・ポッター・アンド・ザ・フォービドゥン・ジャーニー
- ユニバーサル・パークス&リゾーツ > ユニバーサル・スタジオ・ジャパン > ユニバーサル・スタジオ・ジャパンのアトラクション > ハリー・ポッター・アンド・ザ・フォービドゥン・ジャーニー
- 魔法ワールド >  ウィザーディング・ワールド・オブ・ハリー・ポッター > ハリー・ポッター・アンド・ザ・フォービドゥン・ジャーニー

ハリー・ポッター・アンド・ザ・フォービドゥン・ジャーニー（英: Harry Potter and the Forbidden Journey）は、世界のユニバーサル・パークス&リゾーツにある、『ハリー・ポッター』をテーマにしたモーションベースのダークライドである。

## 存在するパーク
- アイランズ・オブ・アドベンチャー（ユニバーサル・オーランド・リゾート）
- ユニバーサル・スタジオ・ジャパン
- ユニバーサル・スタジオ・ハリウッド
- ユニバーサル・スタジオ・北京

## 概要

### アイランズ・オブ・アドベンチャー
2010年6月18日にウィザーディング・ワールド・オブ・ハリー・ポッターにオープンした。オープン当初、パークは「革命的な360度のテーマパーク経験、さらにライブアクションの高度なロボット工学技術と革新的な映画製作の最初のコンビネーションだ」と話していた。
2013年のアップデートでは、待ち列にある絵画を原画の上に何層ものフィルターを重ねて後ろから光を当てるという方法で、映画さながらまるで絵画の人物が動いているかのような表現を実現した。

### ユニバーサル・スタジオ・ジャパン
2014年7月15日にウィザーディング・ワールド・オブ・ハリー・ポッターにオープンした。アトラクションの映像は4K解像度となっており、フロリダのものと比べてより鮮明になっている（フロリダ版も後に4Kが採用された）。2015年5月21日には、映像を3D化するリニューアルが行われた。
2018年3月16日、「ハリー・ポッター・アンド・ ザ・フォービドゥン・ジャーニ 完全版」として2度目のリニューアルが行われ、映像のフレームレートが60fpsから120fpsにアップし、鮮明で滑らかな動きが実現した。それに伴い、視界を狭める3Dゴーグルの装着が不要となった。ドラゴンの吐く炎や、ディメンターの冷気などの特殊効果もリニューアルし、臨場感が向上した。
現在はアトラクションを利用せず、城内を見学するだけのツアー「ホグワーツ・キャッスルウォーク」も実施されている。

### ユニバーサル・スタジオ・ハリウッド
2016年4月7日にウィザーディング・ワールド・オブ・ハリー・ポッターにオープンした。

### ユニバーサル・スタジオ・北京
2021年9月20日にオープニングアトラクションとしてオープンした。

## ストーリー

### 待ち列
ホグワーツ魔法魔術学校の門を潜り、映画や本に登場したアイテムを見ながらダンジョンの旅が始まる。その中には、みぞの鏡、ホグワーツ家の宝石、ホグワーツの創設者が描かれたおしゃべりな肖像画などがある。廊下を進むと、校長室、闇の魔術の防衛教室、グリフィンドールの談話室などの部屋が再現されている。校長室ではアルバス・ダンブルドアとカスバート・ビンズが学校の歴史について講義していることを知らせ、すべてのマグルを歓迎している。闇の魔術の防衛教室では、ハリー・ポッター、ロン・ウィーズリー、ハーマイオニー・グレンジャーは、クィディッチの試合にゲストを連れていくため、透明マントの下から現れる。ロンは呪文を唱えようとするが、うまくいかず、雪が降るなどのいくつかの魔法のうちの1つが発動する。次にゲストは、組分け帽子と絵画から安全の注意喚起を受ける。

### ライド
アトラクションは、ハーマイオニーがゲストにフルーパウダーをかけるところから始まり、ゲストに天文台へと行くように指示する。ゲストは暖炉を通り、天文台に入り、オープンアーチからホグワーツの境界外の丘や湖を眺める。ゲストが天文台のアーチから出ると、ハリーとロンの後を追ってホグワーツの建物や塔を回り、クィディッチの試合を観戦する。ハリーとロンは橋の下に移動する際に、ルビウス・ハグリッドはゲストを歓迎し、ドラゴンを見たかどうか尋ねる。その瞬間、ハグリッドのペットのドラゴンがゲストを追いかけ始める。ライドはホグワーツ裏の谷を渡る橋の中に入り、床から落ちた後、火を噴くドラゴンの攻撃を受ける。
禁じられた森へとやってきたゲストは水を吐く大きなアラゴグ、遭遇する。ハーマイオニーがゲストをアラゴグから助けようとすると、暴れ柳に遭遇し弾き飛ばされ、ハリーとロンのクィディッチの試合場へと戻る。スリザリンがゴールを入れると、ディメンターがクィディッチのピッチに現れる。ハリーは彼らから逃げようとするが、秘密の部屋に落ちてしまう。
すると闇の中から何十体ものディメンターが現れ、その中の一人がゲストの魂を吸い出そうとする。ハリーは「エクスペクトパトローナム」の呪文を使いディメンターを倒すと、ホグワーツに戻り、大ホールや大階段にいる生徒たちの声援を受ける。ダンブルドアは、ゲストを褒め称えた後、フルーネットワークを介して乗り場へと送る。

## 登場人物
本アトラクションでは、映画シリーズの主要キャラクターが多く登場し、それぞれが当時の俳優によって再演されている。

### ホグワーツの生徒
ハリー・ポッター / ハリー・ジェームズ・ポッター（Harry James Potter）
演 - ダニエル・ラドクリフ、声 - 小野賢章
本作の主人公。11歳の誕生日に自分が魔法使いであることを知り、ホグワーツ魔法魔術学校のグリフィンドール寮に入ることになる。赤ん坊のころヴォルデモートに命を狙われたが、歴史上唯一生き残り、ヴォルデモートを消滅させたことから「生き残った男の子」や「選ばれし者」と呼ばれる。額には、当時受けた呪いのためにできた稲妻型の傷がある。くしゃくしゃの黒髪と母譲りの緑の目が特徴で、丸い眼鏡を掛けている。
ロン・ウィーズリー / ロナルド・ビリウス・“ロン”・ウィーズリー（Ronald Bilius "Ron" Weasley）
演 - ルパート・グリント、声 - 常盤祐貴
ハリーと同学年でグリフィンドール寮に入り、親友となる人物。魔法族のなかでも純血の家系であるウィーズリー家の六男。ムードメーカー的な存在だが、兄たちが全員優秀なためひけ目を感じている。
ハーマイオニー・グレンジャー / ハーマイオニー・ジーン・グレンジャー（Hermione Jean Granger）
演 - エマ・ワトソン、声 - 須藤祐実
ハリーと同学年でグリフィンドール寮に入る、マグル（非魔法族）生まれの魔女。両親は歯医者。はじめはハリーやロンとそりが合わないが、のちに命を救われ親友となる。頭脳明晰で、ホグワーツでも学年一の秀才となる。
ジニー・ウィーズリー（Ginny Weasley）
演 - ボニー・ライト
ハリーの1学年下の女子生徒で、ロンの妹。髪は赤毛で長い。瞳は鳶色で、顔にはそばかすがある。
ネビル・ロングボトム（Neville Longbottom）
演 - シュー・ルイス
ハリーやロンとは同学年で、ルームメイトとなる男子生徒。物忘れが激しく、何をやっても失敗ばかりで、得意の「薬草学」を除けば学業も優秀とは言えず、自分に自信が持てない性格。
ドラコ・マルフォイ/ ドラコ・ルシウス・マルフォイ（Draco  Lucius Malfoy）
演 - トム・フェルトン、声 - 三枝享祐
スリザリン寮に入ることになる、ハリーと同学年の生徒。純血の名家マルフォイ家の出身。高慢な純血主義者で、ハリーたちとは敵対関係となる。
フレッド・ウィーズリー、ジョージ・ウィーズリー（Fred Weasley ＆ George Weasley）
演 - ジェームズ・フェルプス（フレッド）、オリバー・フェルプス（ジョージ）
ロンの兄で、ハリーの2学年上の男子生徒。一卵性双生児であり、つねにふたり一緒に行動している。陽気で悪戯（いたずら）好きな性格。髪は赤毛で、顔はそばかすだらけ。ウィーズリー家のなかでは比較的背が低く、弟のロンよりも低いが、体格はがっしりとしている。外見は瓜ふたつで、家族でさえ区別が付かないほど。
及び
アンジェリーナ・ジョンソン（Angelina Johnson）
演 - ダニエル・テイラー
ハリーの2学年上の女子生徒。グリフィンドール代表チームのチェイサー。背が高くドレッドヘアの黒人。明るく快活な性格で、後輩に人気がある。

### 教員
アルバス・ダンブルドア / アルバス・パーシバル・ウルフリック・ブライアン・ダンブルドア（Albus Percival Wulfric Brian Dumbledore）
演 - リチャード・ハリス、声 - 永井一郎
ホグワーツの校長。20世紀でもっとも偉大といわれる魔法使い。校長室でゲストを歓迎し、アトラクションのフィナーレで乗り場へと案内してくれる。
ルビウス・ハグリッド（Rubeus Hagrid）
演 - ロビー・コルトレーン、声 - 斎藤志郎
ホグワーツの森番。巨人を母にもつ魔法使いで、動物をこよなく愛する。ペットのドラゴンを逃がしたことで、ゲストが襲われることになる。

### 道具
組分け帽子（ The Sorting Hat）
声 - レスリー・フィリップス（英）、石森達幸（日）
ホグワーツ魔法魔術学校の創設者がこの世を去ったあとの生徒の組分け問題を解決するため、彼らに代わって生徒を組分けするべく、4人の個性と知能を吹き込まれた帽子。アトラクションの待ち列で注意喚起を促している。
太った婦人（The Fat Lady）
演 - ドーン・フレンチ、声 - 竹口安芸子
ホグワーツ城のグリフィンドール塔の入り口を守る肖像画。中に入ろうとする者に合言葉をたずね、正しいときは開いて通してくれる。アトラクションの待ち列に設置されている。

### ホグワーツの創設者
サラザール・スリザリン（Salazar Slytherin）
演 - ケン・ボーンズ
「東の湿原」からホグワーツに移住し、ほかの3人とともにホグワーツを創設した。寮の信条や組分け帽子の歌にもあるように、野心に溢れ狡猾さを備えた性格と思われる。マグルに対する差別意識が酷く、このことが創設者間の不和の一因となった。
ロウェナ・レイブンクロー（Rowena Ravenclaw）
演 - リン・ピアソン
スコットランドからホグワーツに移住し、ほかの3人とともにホグワーツを創設した。寮の信条や組分け帽子の歌にもあるように、怜悧な頭脳を誇ると思われる。また素晴らしい創造性の持ち主で、動く階段を始めとする学校内の設備はすべて彼女の手製だという。
ヘルガ・ハッフルパフ（Helga Hufflepuff）
演 - 不明
ウェールズからホグワーツに移住し、ほかの3人とともにホグワーツを創設した。寮の信条や組分け帽子の歌にもあるように、包容力があり、心優しく温厚な性格と思われる。創設者の中で唯一差別をせず、すべての者に教えを与えたため、人望が厚かった。料理上手でもあったらしく、ホグワーツで宴などに出される食事のレシピの多くを発明していた。
ゴドリック・グリフィンドール（Godric Gryffindor）
演 - 不明
「西の荒野」からホグワーツに移住し、ほかの3人とともにホグワーツを創設した。寮の信条や組分け帽子の歌にもあるように、勇猛果敢で騎士のような人物と思われる。創設者のなかでも特にスリザリンとは断琴の交わりを結んでいたが、純血主義のスリザリンとは次第に考えが合わなくなり、一転して不和となる。

## キャスト
| 登場人物                     | キャスト               | 日本語吹替 |
| ---------------------------- | ---------------------- | ---------- |
| ハリー・ポッター             | ダニエル・ラドクリフ   | 小野賢章   |
| ロン・ウィーズリー           | ルパート・グリント     | 常盤祐貴   |
| ハーマイオニー・グレンジャー | エマ・ワトソン         | 須藤祐実   |
| ジニー・ウィーズリー         | ボニー・ライト         |            |
| ネビル・ロングボトム         | マシュー・ルイス       |            |
| ドラコ・マルフォイ           | トム・フェルトン       | 三枝享祐   |
| フレッド・ウィーズリー       | ジェームズ・フェルプス |            |
| ジョージ・ウィーズリー       | オリバー・フェルプス   |            |
| アンジェリーナ・ジョンソン   | ダニエル・テイラー     |            |
| アルバス・ダンブルドア       | リチャード・ハリス     | 永井一郎   |
| ルビウス・ハグリッド         | ロビー・コルトレーン   | 斎藤志郎   |
| 組分け帽子                   | レスリー・フィリップス | 石森達幸   |
| 太った婦人                   | ドーン・フレンチ       | 竹口安芸子 |
| サラザール・スリザリン       | ケン・ボーンズ         |            |
| ロウェナ・レイブンクロー     | リン・ピアソン         |            |
| ヘルガ・ハッフルパフ         | 不明                   |            |
| ゴドリック・グリフィンドール | 不明                   |            |

## 製作
本アトラクションは、クーカのロボコースター技術を採用しており、ロボットアームがコース上を走行しながらシートが回転するようになっている。肩の上に取り付けられた安全バーは、座席でゲストを固定するために使用され、単一の放物線状の金属製のバーは、ハンドグリップとして使用されている。アトラクション終了後、ショップである「フィルチの没収品店」に出る。
ユニバーサル・クリエイティブの社長であるマーク・ウッドベリーは、本アトラクションを「ゲストが知っているようなテーマパーク体験を一変させる、これまでにない技術を利用した『ハリー・ポッター』の世界をより深く見ることができるアトラクションである」と評している。

### アトラクションの建設
2007年1月、アイランズ・オブ・アドベンチャーに『ハリー・ポッター』をテーマにしたエリアできる可能性があるという噂が浮上した。これに続いて、プロジェクトの一部は、クーカのロボットアーム技術にちなんで「ストロングアーム」というコードネームが付けられたという噂が流れた。同年5月31日、ユニバーサルはワーナー・ブラザースと提携し、「ウィザーディング・ワールド・オブ・ハリー・ポッター」がアイランズ・オブ・アドベンチャーに建設されることを正式に発表した。同年10月下旬にエリアの建設準備が始まり、2008年2月にはアトラクションの建設が始まった。2010年前半に工事は終了した。アトラクションは、6月1日に営業を開始し、6月18日に正式に一般公開された。2018年6月4日に4K120FPSにアップグレードされた。
2012年5月5日にロサンゼルス・タイムズは、ユニバーサル・スタジオ・ジャパンにも同エリアが建設されると報じ、アトラクションの１つとして本アトラクションが確認された。日本では2014年7月15日にオープンした。2015年5月21日に3D効果が追加され、2018年1月18日に4K 120 FPSにアップグレードされた。同年3月16日に3D効果が削除された。
2011年12月6日、ユニバーサル・パークス&リゾーツは、2016年にユニバーサル・スタジオ・ハリウッドに同エリアをオープンし、アトラクションの1つとして本アトラクションを建設することを発表した。2016年4月7日、ユニバーサル・スタジオ・ハリウッドに「ウィザーディング・ワールド・オブ・ハリー・ポッター ホグズミード」がオープンし、本アトラクションと「フライト・オブ・ザ・ヒッポグリフ」がオープンした。フロリダのものとは異なり、3D HDテクノロジーを採用しており、ゲストは3Dの「クィディッチ」ゴーグルを着用していた。3D効果が削除されたのはわずか8ヶ月後の12月4日だったが、2017年3月28日に4K 120FPSにアップデートされた。

### ライドの仕組み

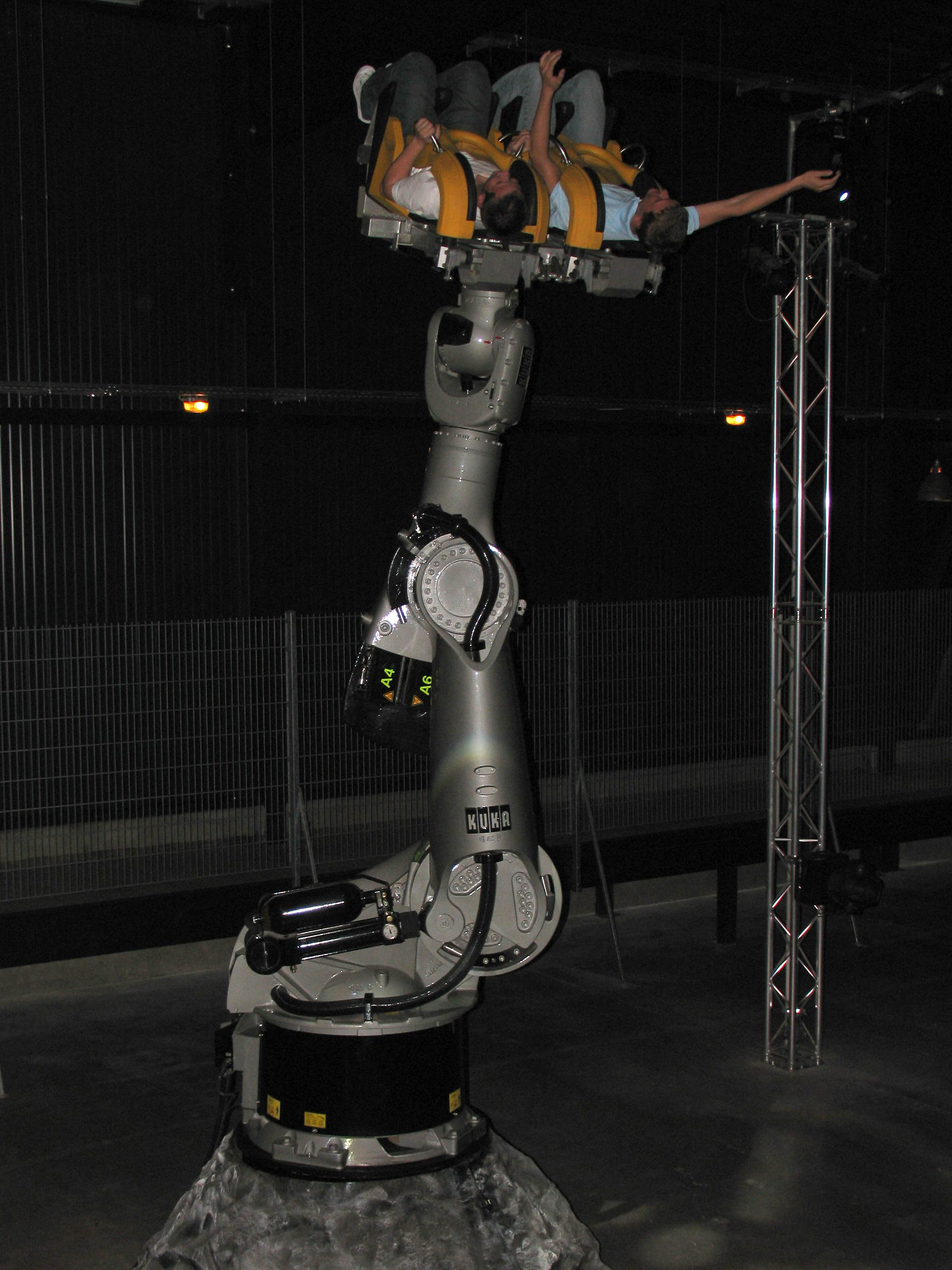
クーカのロボットアーム（レゴランド・ドイツ/ 2006年）

本アトラクションは、ダイナミック・ストラクチャーズ、クーカ、ロボコースターによって提供されたロボコースターG2ライドシステムを特徴としている。第一世代のロボコースターシステムは、静止したプラットフォームに固定されたクーカのロボットアーム技術を特徴とし、第二世代のG2システムは母線トラックにアームを取り付けていた。これは、2003年のIAAPA（国際アミューズメントパーク・アトラクション協会）トレードショーで初めて公開された。同じ頃、アイランズ・オブ・アドベンチャーにこの技術を使った『ヴァン・ヘルシング』をテーマにしたアトラクションが建設される可能性があるという噂が流れ始めた。これらの計画は後に破棄され、最終的には同じ技術を使用した本アトラクションが同じ敷地にオープンすることになった。ライドの座席は、トラックにあるロボットアームに取り付けられている。これにより、ライドのショー要素（アニメーションの小道具、投影面など）と同期した動きをしながら、アームがアトラクション内を移動することができる。このコンセプトは、2004年のIAAPAのトレードショーで初めて登場した。この複雑なライドの欠点は、故障した場合、暗い閉鎖された空間で後ろに傾いているような不快な位置で足止めされるゲストがいることである。
ラップアラウンドプロジェクションが使用されているライドの3つのセクションでは、各ロボットアームはトラック上で安定した動きを続けているが、全く同じペースで移動する個々のパラボラプロジェクションスクリーンとプロジェクタによって演出されている。各投影セクションでは、6つの巨大なスクリーンを外側に向けて設置したターンテーブルを使用しており、各ロボットアームが通過する際に1つずつ設置されている。ロボットのアームはそれから自由に動作し、回転し、そして湾曲した区域内の各ライドを回転させることができ、投射と同期したとき極度の動きの錯覚を与える。一方、トラック上のアームの基盤は、回転するにつれて各スクリーンが通るゆっくりとした円形の経路をたどる。このため、ライドの各投影部は、各ライドアームが、設定された時間の間、各同一サイズの投影スクリーンのターンテーブルに追従しなければならないため、ほぼ同じ長さとなる。

### デザイン
本アトラクションは、ユニバーサル・クリエイティブがワーナー・ブラザース・レクリエーション・グループと提携してデザインしたものである。「アメイジング・アドベンチャー・オブ・スパイダーマン」「シュレック4-Dアドベンチャー」「リベンジ・オブ・ザ・マミー」などを手掛けたティエリー・クープが、同ライドのクリエイティブ・ディレクターを務めた。

## 評価
本アトラクションは、その革新性とテーマ性で広く称賛されている。About.com (会社)のアーサー・レヴィーンは、「本当に不思議な場所に連れて行かれたと感じたフルーネットワーク、空飛ぶベンチ、そして、ふわりと音を立てる柳は、実際にあるように見えた。」と述べている。彼は5つ星のうち5つの評価を与え、このアトラクションはこの種の中で最高だったと書いている。Theme Park Insiderのロバート・ナイルズは、ユニバーサル・クリエイティブのライドのディテールへのこだわりを称賛している。ナイルズは、同社はその期待をほぼ不可能なほど高く設定しており、「このライドはテーマパーク業界の歴史の中で最も先進的で魅力的なアトラクションである」と書いている。Inside the Magicのリッキー・ブリガンテは、このライドを「誰もが見逃すべきではない衝撃的な旅」と表現したが、ストーリーとの連続性の欠如を批判した。
アミューズメント・トゥデイの年間ゴールデンチケット賞では、本アトラクションが2010年ベスト・ニューライドに選ばれた。2011年から2015年まで5年連続でベストダークライド部門を受賞し、2016年と2017年には第2位（「トワイライトゾーン・タワー・オブ・テラー」に次ぐ）に転落した。
| 年         | 2010年 | 2011年 | 2012年 | 2013年 | 2014年 | 2015年 | 2016年 | 2017年 | 2018年 | 2019年 |
| ---------- | ------ | ------ | ------ | ------ | ------ | ------ | ------ | ------ | ------ | ------ |
| ランキング | 第4位  | 第1位  | 第1位  | 第1位  | 第1位  | 第1位  | 第2位  | 第2位  | 第2位  | 第2位  |